# Cordieux
Cordieux est une commune associée de la commune française de Montluel dans le département de l'Ain. Située au nord de Montluel à environ 5 km, à l’orée du plateau dombiste, Cordieux est une ancienne commune dans l'Ain. Depuis 1973, elle est associée à Montluel. Comptant 112 habitants en 1974, Cordieux en compte plus de 500 en 2015. 

## Toponymie
Les différents noms de Cordieux trouvés:
- Ecclesia Corziaci.
- Corziacum ecclesia (pouillés de la province de Lyon par Auguste Longon 1904, Gallica)
- 921: Corzieu, Corzeu.
- 945: Corziacus, Cordiaci.
- 996: Cordiacus.
- 1021: Cordieu.
- 1250: in archiprestbyteratu calomontis ecclésia de Corzeu (pouillé de Lyon f°10v)
- 1255: Corzeu (bibliothéca Dombesis T2 p. 133)
- 1271: Corzeu in Bressia (Guigue, document de Dombes, p. 185).
- 1297: Parrochia Corziaci Ville (Guigue, documents de Dombes p. 246)
- 1299: Corzieu (archives de la Côte d'Or B10455 f°19)
- 1301: Corzieu (seigneurie dépendante des grands seigneurs de Villars lès Dombes considérés comme roitelets de Bresse, comme les De Montluel et quelques autres.)
- 1327: Corzeu.
- 1330: Corzie (Du Chesne, dauphin du Viennois, p. 47).
- 1350: Corzieu.
- 1450: Cordiacus (bibliothéca Dombesis T.2 p. 71)
- 1536: Cordieu la Ville (Guichenon, Bresse et Bugey p. 52)
- 1550: Corziacus Villa (pouillé du diocèse de Lyon f°10r)
- 1554: Cordieu la Ville.
- 1588: Cordieu.
- 1654-1655: Cordieu, patron du lieu: Saint Romain (visites pastorales f°31)
- 1904: Cordieux, pouillés de la province de Lyon par Auguste Longnon: Corziacum Ville, ecclesia: Cordieux (Ain, canton de Montluel)

## Histoire
Le 1er janvier 1973, la commune devient une commune associée à Montluel.

## Politique et administration
En tant que commune associée, les habitants votent pour élire un maire délégué et un suppléant siégeant au conseil municipal de Montluel.

### Liste des maires
| Période | Période        | Identité            | Étiquette | Qualité |
| ------- | -------------- | ------------------- | --------- | ------- |
| ?       | ? (avant 1935) | Barthélémy Valençot |           |         |

| Période | Période  | Identité            | Étiquette | Qualité |
| ------- | -------- | ------------------- | --------- | ------- |
| 1973    | ?        | Victor Brocard      |           |         |
| 1993    | 2014     | Jean Gacon          |           |         |
| 2014    | 2020     | Philippe Paraskiova |           |         |
| 2020    | En cours | Franck Genillon     |           |         |

## Population et société

### Démographie
L'évolution du nombre d'habitants est connue à travers les recensements de la population effectués dans la commune depuis 1793. Pour les communes de moins de 10 000 habitants, une enquête de recensement portant sur toute la population est réalisée tous les cinq ans, les populations de référence des années intermédiaires étant quant à elles estimées par interpolation ou extrapolation. Pour la commune, le premier recensement exhaustif entrant dans le cadre du nouveau dispositif a été réalisé en 2004.
En 2018, la commune comptait 540 habitants, en évolution de +2,08 % par rapport à 2012 (Ain : +5,15 %, France hors Mayotte : +2,11 %).
| 1793 | 1800 | 1806 | 1821 | 1831 | 1836 | 1841 | 1846 | 1851 |
| ---- | ---- | ---- | ---- | ---- | ---- | ---- | ---- | ---- |
| 202  | 178  | 150  | 193  | 181  | 188  | 179  | 204  | 200  |

| 1856 | 1861 | 1866 | 1872 | 1876 | 1881 | 1886 | 1891 | 1896 |
| ---- | ---- | ---- | ---- | ---- | ---- | ---- | ---- | ---- |
| 184  | 197  | 196  | 216  | 237  | 224  | 230  | 219  | 214  |

| 1901 | 1906 | 1911 | 1921 | 1926 | 1931 | 1936 | 1946 | 1954 |
| ---- | ---- | ---- | ---- | ---- | ---- | ---- | ---- | ---- |
| 210  | 217  | 211  | 185  | 175  | 184  | 148  | 154  | 122  |

| 1962 | 1968 | 2006 | 2009 | 2014 | 2018 | - | - | - |
| ---- | ---- | ---- | ---- | ---- | ---- | - | - | - |
| 110  | 86   | 319  | 535  | 527  | 540  | - | - | - |

### Infrastructures
Cordieux dispose d'un centre de loisirs et d'un centre communal d'action sociale.

## Culture locale et patrimoine

### Lieux et monuments
La commune compte une église mentionnée au XIIe siècle et remaniée plusieurs fois depuis. Dans les années 1970, une restauration d'ampleur est entreprise, conclue par l'inauguration de l'édifice le 24 octobre 1976 en présence de Monseigneur Fourrey. Le monument aux morts du village est apposé sur le mur à droite de l’entrée de l’église.
En tant qu'ancienne commune puis commune associée, Cordieux possède sa mairie. Il y a un cimetière à Cordieux, comme à Romanèche, Jailleux et à Montluel-ville.

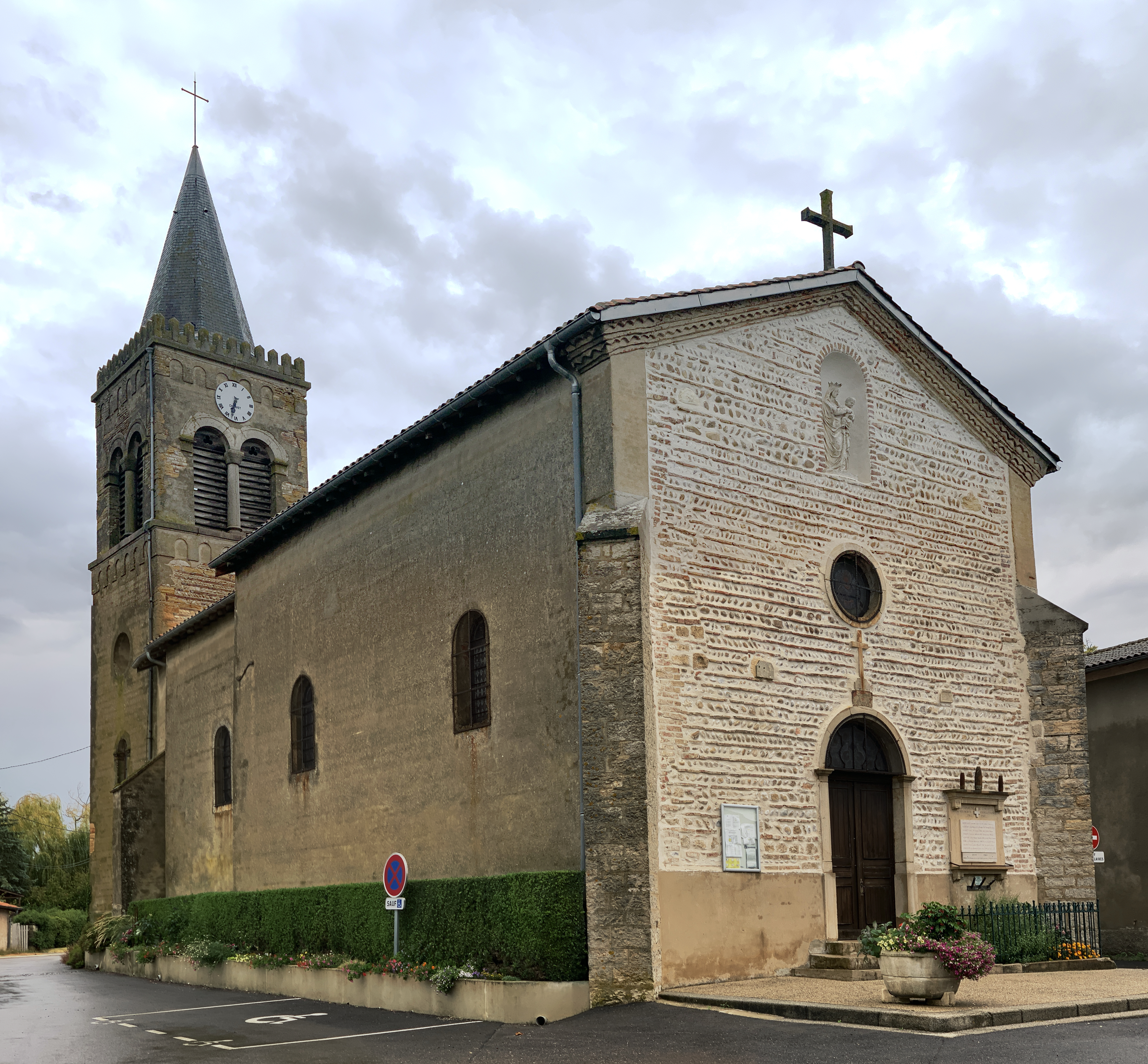
L'église de Cordieux.
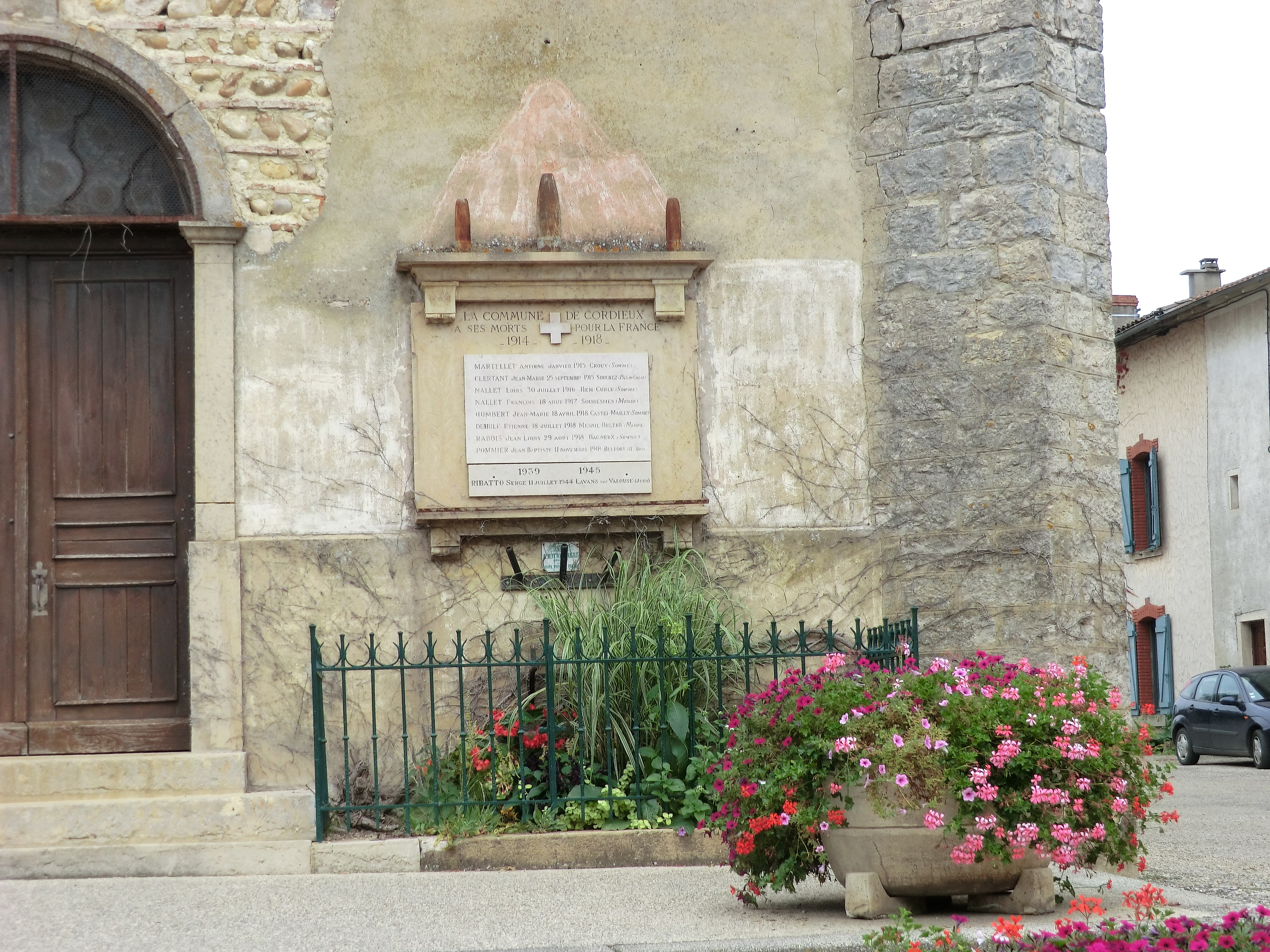
Le monument aux morts à droite de l’entrée de l’église.
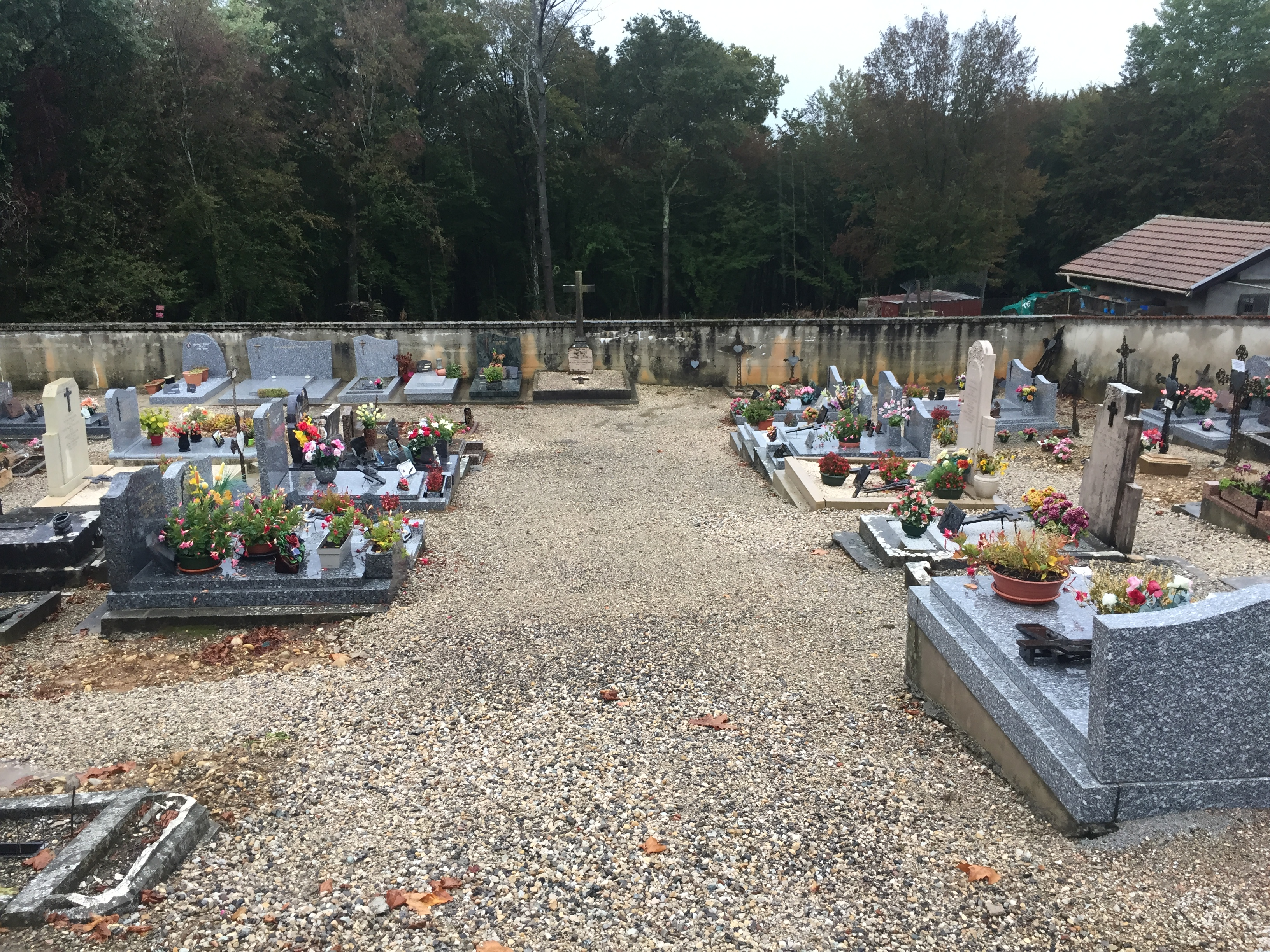
Le cimetière de Cordieux.
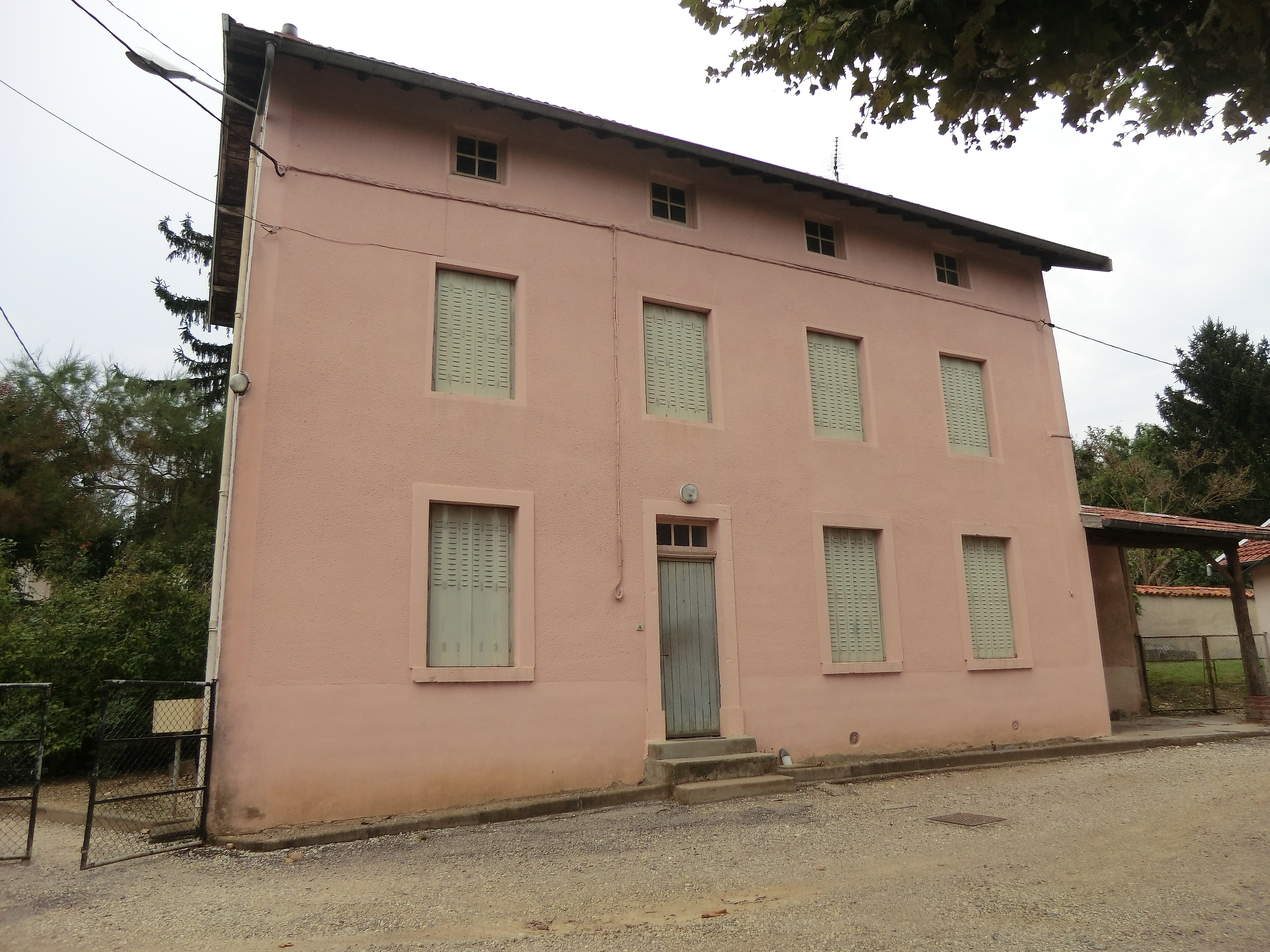
La mairie de Cordieux.

### Patrimoine naturel

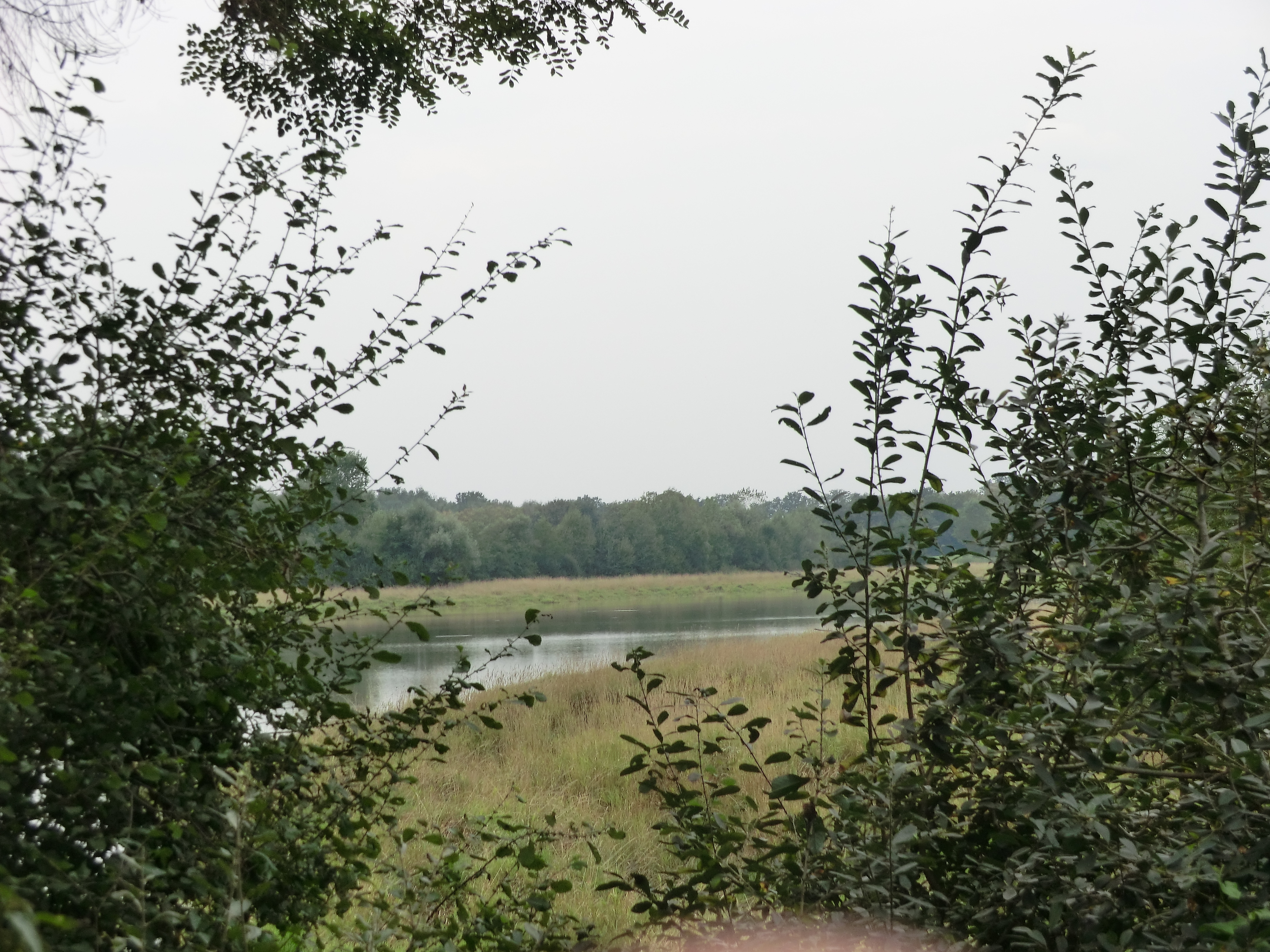
L’étang Chevrier (territoire de Montluel) situé à 1,5 km au nord de Cordieux.

La Sereine coule à proximité de Cordieux. De plus, plusieurs étangs se trouvent à proximité : l'étang du Casard (Étang Chiroland) et un peu plus loin vers le nord, l'étang Chevrier. L'un des deux affluents de la Sereine, la Romagne, coule à Cordieux, long de 7,5 km.

### Personnalités liées à la commune
- Marie-Anne Martinet, épouse et complice du tueur en série Martin Dumollard (1810-1862), est née à Cordieux[13].

## Pour approfondir